# Diafragma (òptica)

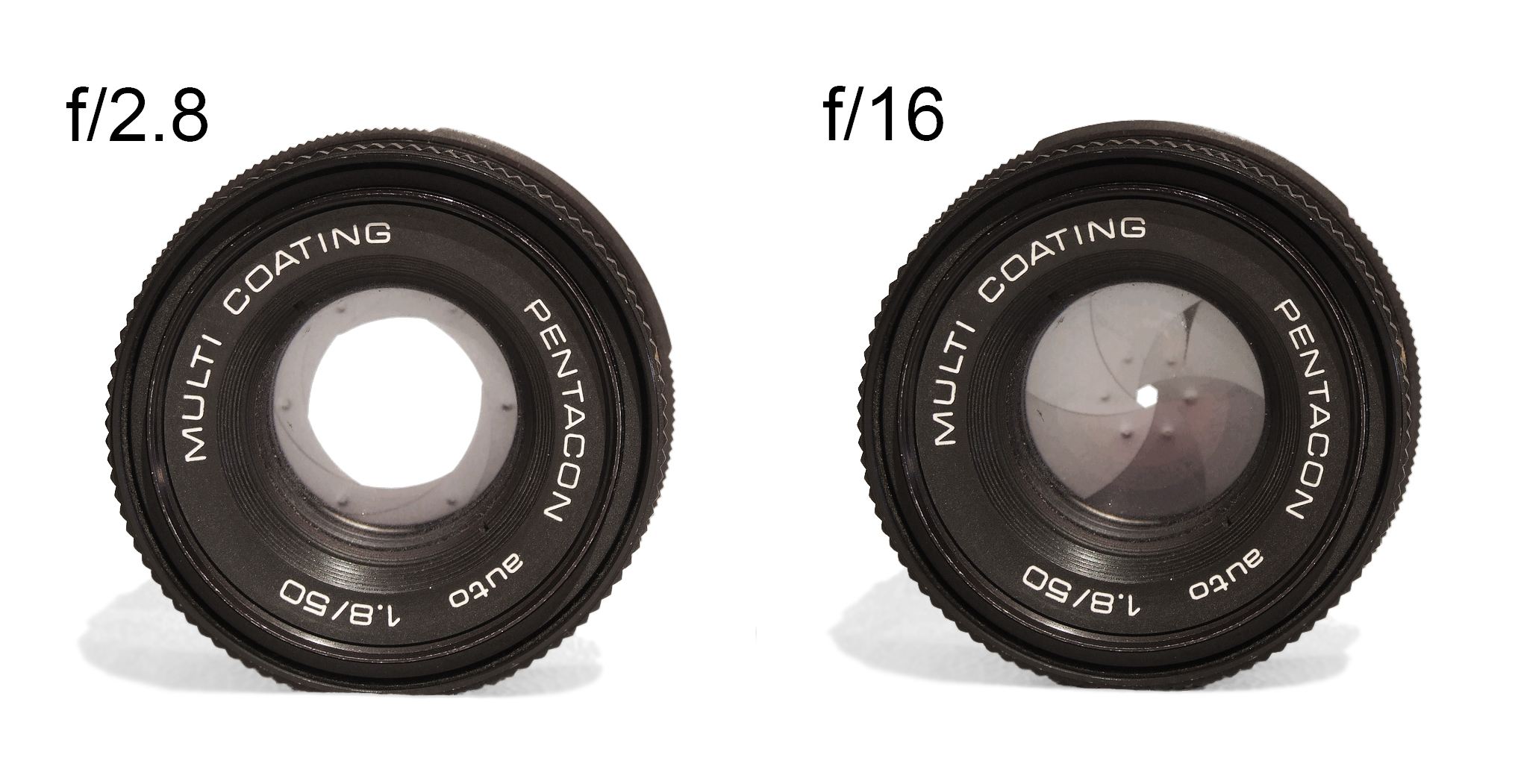
Diferents obertures del diafragma.

En fotografia el  diafragma  és l'estrenyiment variable per mitjà d'un sistema de làmines fines que, situat entre les lents de l'objectiu, permet graduar la quantitat de llum que entra a la càmera. Sol ser un disc o sistema d'aletes disposa l'objectiu d'una càmera de manera que restringeix el pas de la llum, generalment de forma ajustable.
Les progressives variacions d'obertura del diafragma s'especifiquen mitjançant el nombre f, que és la relació entre la longitud focal i el diàmetre d'obertura efectiu.

## Diafragma en fotografia

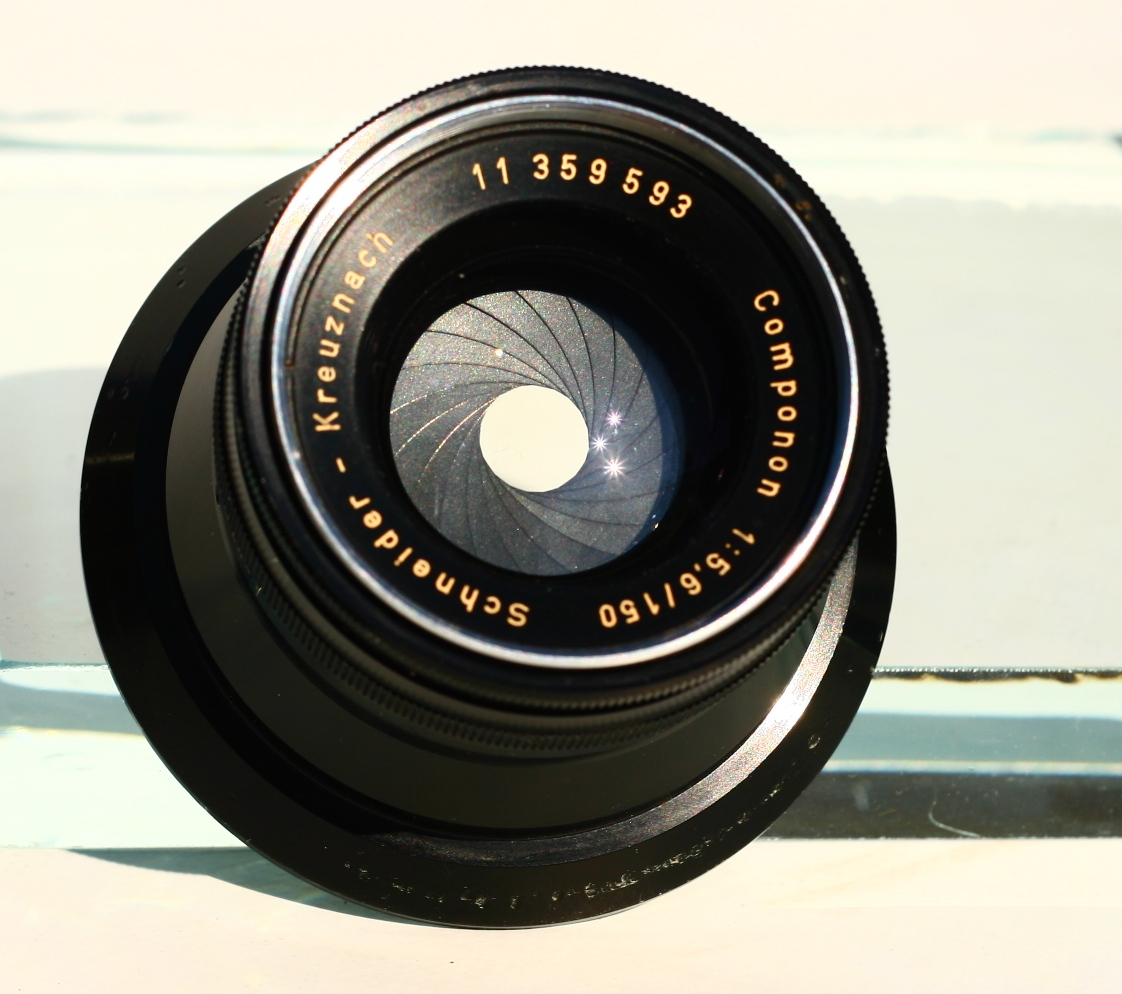
Diafragma de 19 làmines dins d'una lent tècnica

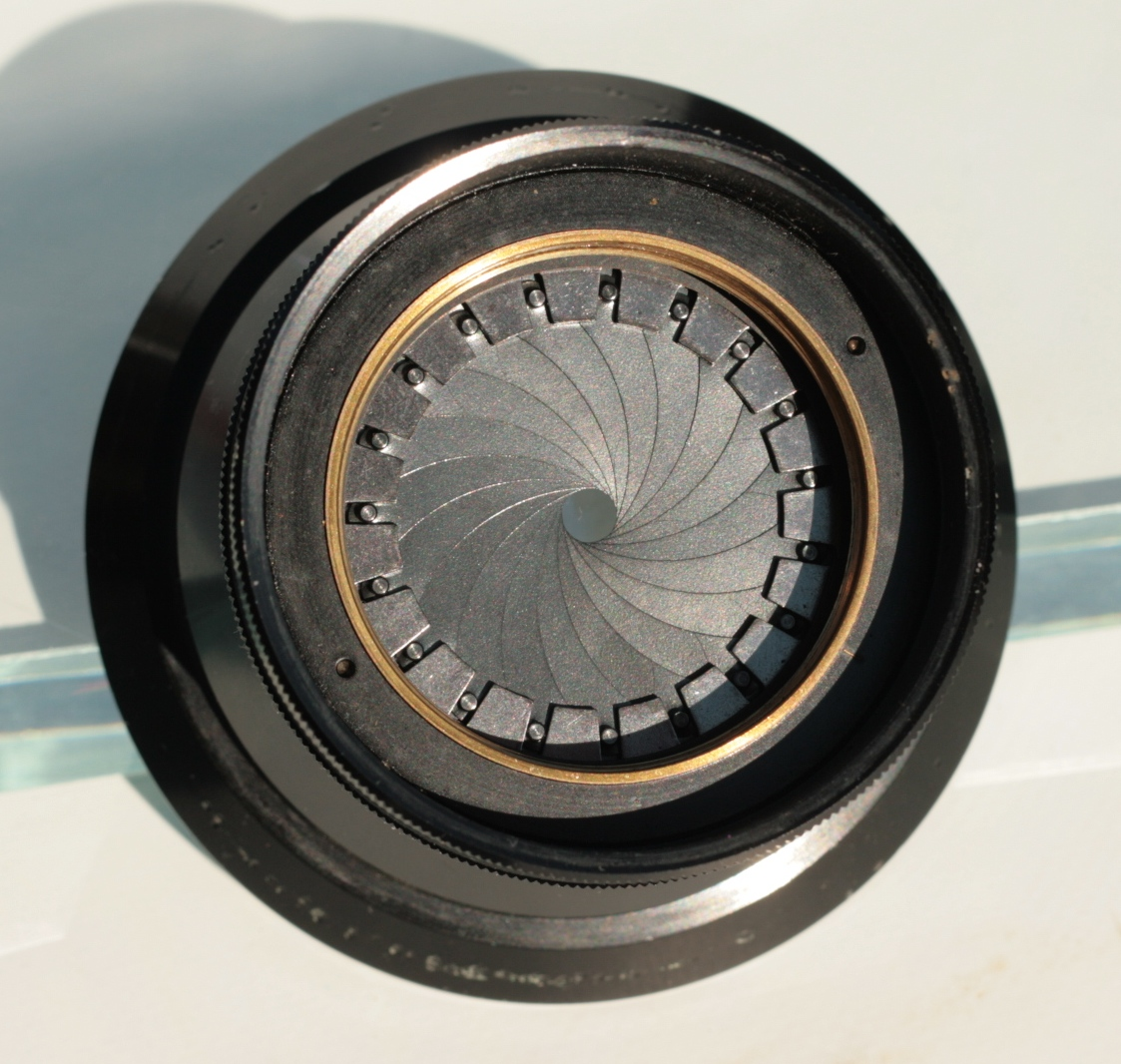
Diafragma nu

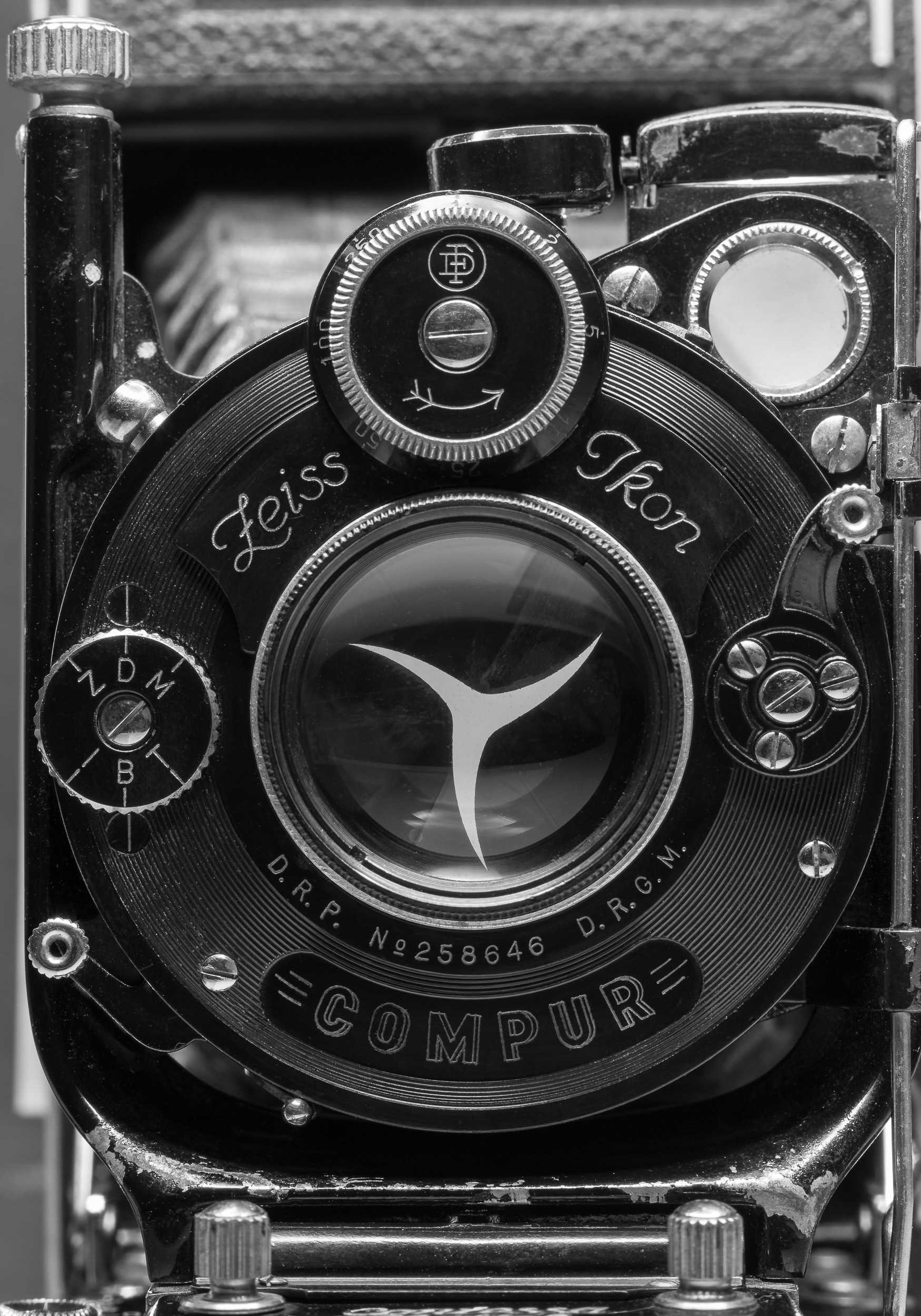
Detall del diafragma d'una càmera fotogràfica clàssica.

### Evolució
El diafragma és la part de la càmera que determina la mida de l'obertura. En la seva forma més elemental, usada en les càmeres més antigues, no era més que una placa perforada.
Els primitius diafragmes ajustables consistien en una platina metàl·lica amb diversos orificis de mides diferents que es lliscava o girava davant l'objectiu. Actualment, gairebé tots els diafragmes ajustables adopten el disseny anomenat iris, que consisteix en un joc de làmines metàl·liques imbricades que determinen entre si una obertura de forma aproximadament circular i diàmetre contínuament variable que es controla per mitjà d'un anell disposa el cos de l'objectiu.
El diafragma pot anar muntat per davant o per darrere d'aquell, encara que en els dissenys compostos va gairebé sempre en el centre del sistema òptic. L'anomenat diafragma-obturador és un mecanisme similar en el qual les làmines poden tancar per complet l'obertura i combinen així en un sol dispositiu les funcions del diafragma i l'obturador. Aquesta disposició impedeix naturalment la lectura i enquadrament a través de l'objectiu.

### Diafragma i número f
La capacitat que té un objectiu per deixar passar la llum s'anomena  lluminositat. Una de les maneres d'indicar aquesta lluminositat és mitjançant el número f que es defineix com la divisió de la distància focal de l'objectiu pel diàmetre de l'obertura efectiva. Aquesta relació dona lloc a una escala normalitzada en progressió de {\displaystyle {\sqrt {2}}}: 1 1,4 2 2,8 4 5,6 8 11 16 22 32 45, etc. El salt d'un valor al següent s'anomena pas. El valor mínim que pot tenir el nombre f és 0,3. Encara que aquest valor és inabastable en la pràctica.
Estrictament parlant, el nombre f no depèn de la distància focal de l'objectiu, sinó de la distància a la qual hi ha el centre òptic (el node únic d'una lent prima amb la mateixa potència que l'objectiu) de la imatge que forma. Quan l'objectiu està enfocat «a infinit» aquesta distància resulta ser la inversa de la potència de l'objectiu (distància focal). Per tant, en enfocar a altres distàncies la lluminositat canvia, reduint. Aquesta variació està minimitzada perquè quedi dins d'un terç de pas de la lluminositat teòrica aportada pel nombre f. En cinema si es té en compte aquesta variació i es fan servir dos nombres per a indicar la lluminositat: f i t. El número f és calculat i serveix per determinar la profunditat de camp. El número t és el número f teòricament corresponent a la lluminositat real mesura. Aquests números no solen diferir en més d'un terç de pas.

### Diafragma i profunditat de camp
El diafragma afecta en gran manera la profunditat de camp. Com més tancat sigui (major nombre f), major serà la profunditat de camp. Com més obert estigui (menor nombre f) més petita és la profunditat de camp. Aquest comportament és a causa del fenomen de col·limacions de la llum. Els raigs de llum que passen per una obertura petita estan més alineats que en una obertura gran i això es tradueix en major nitidesa a distàncies més allunyades del punt focal.

### Diafragma i nitidesa
El diafragma té conseqüències directes també en la nitidesa de la imatge. Amb obertures petites (nombre f alt) la difracció augmenta afectant negativament la nitidesa. Amb obertures petites s'obté major nitidesa però en una àrea més limitada, a causa de l'increment de la profunditat de camp. Encara que en teoria hauria aconseguit major nitidesa amb obertures grans, a la pràctica això no és així, ja que a obertures grans (nombre f petit), les limitacions de disseny de l'objectiu conegudes com a aberracions, dominen sobre l'obertura àmplia i la nitidesa empitjora. Per objectius antics, una regla pràctica per obtenir bona nitidesa és situar l'obertura de f/8 af/11, de manera que a més s'obté una bona profunditat de camp. Els objectius més moderns solen tenir elements múltiples i lents especials que corregeixen les aberracions, la qual cosa permet aconseguir major nitidesa a números f més baixos, generalment entre f/5.6 i f/6.3. El valor òptim del nombre f per màxima nitidesa és una característica pròpia de cada objectiu que els fabricants no solen publicar, però que es pot obtenir fent proves a diferents obertures.

### Velocitat d'obturació adequada per cada distancia focal

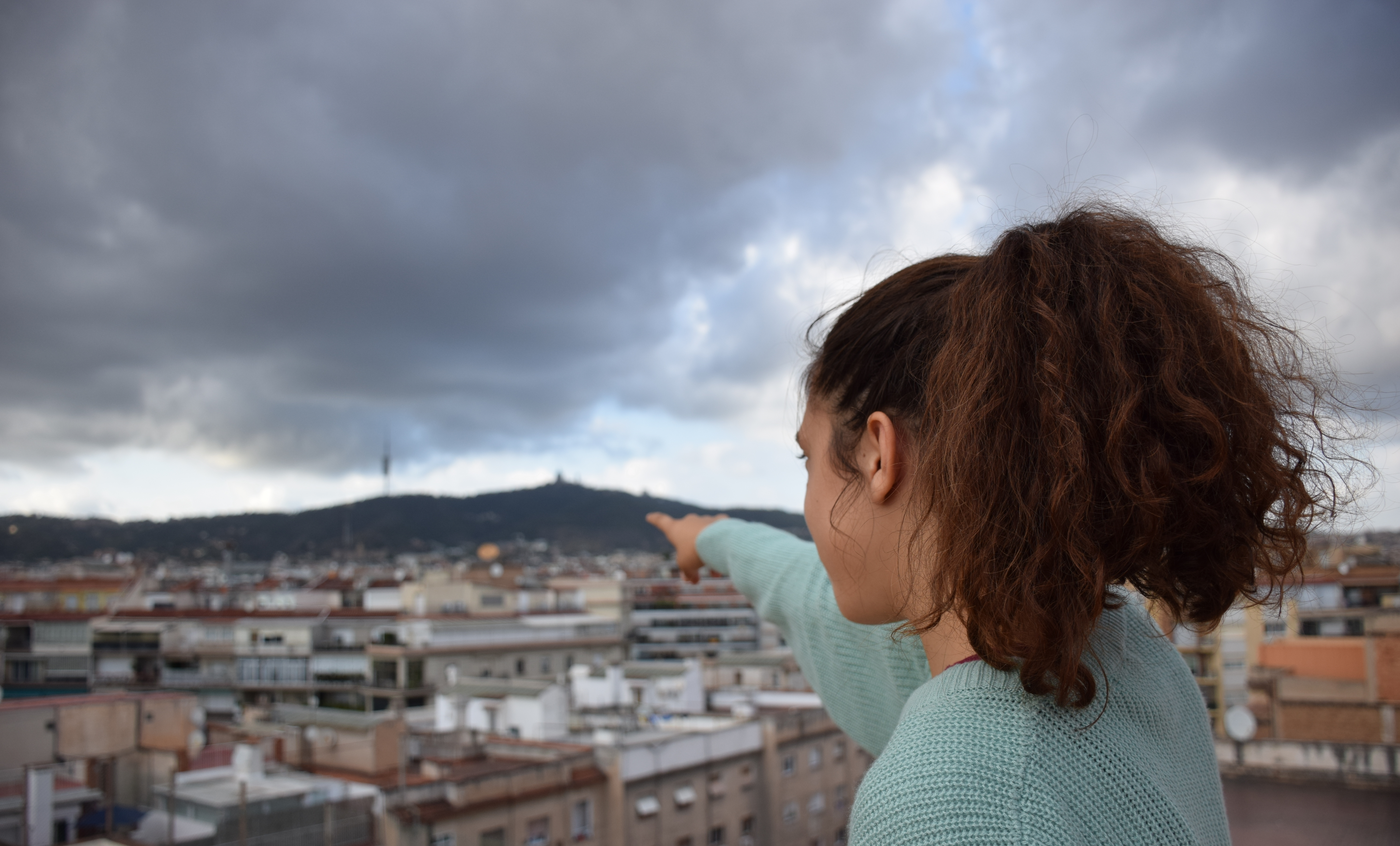
Foto feta amb una obertura de diafragma de 3.5/f

Quan major és la distància focal (quan enfoquem objectes llunyans) sembla que la càmera es mogui més, per tant, perquè aquest moviment no es reflecteixi en la fotografia, caldrà augmentar encara més la velocitat d'obturació.
Per saber la velocitat adequada per cada diafragma que fa que les fotografies no surtin mogudes, només cal recordar aquesta norma: la velocitat màxima a la qual farem la foto (sense trípode) serà 1/distància focal que utilitzem. Per exemple, si utilitzem un 50 mm no és recomanable fer servir velocitats inferiors a 1/60.
Quan a la càmera fotogràfica, se li indica que no treballi de manera automàtica, és a dir, que no calculi la velocitat i el diafragma segons el seu criteri (fotos generalistes), se li poden indicar, normalment diverses opcions: Que treballi de manera completament manual, donant prioritat al diafragma o donant prioritat a la velocitat

Foto realitzada amb 13/f

### Prioritat al diafragma
Quan s'indica a la càmera que treballi amb prioritat de diafragma, se l'està preparant perquè, segons el diafragma que el fotògraf decideixi, ella calculi la velocitat més adequada perquè la llum que emet l'objecte que fotografiem, sigui exactament la mateixa que quedarà reflectida en el sensor de la càmera.
En el cas de les càmeres Cànon s'utilitzen les lletres Av (Aperture Value) per indicar que s'ha preparat la càmera amb aquesta funció. En canvi, en les camères Nikon s'utilitza la lletra A.

### Prioritat a la velocitat
Quan s'indica a la càmera que treballi amb prioritat de velocitat, se l'està preparant perquè segons la velocitat que el fotògraf decideixi, ella calculi l'obertura de diafragma més adequada perquè la llum que emet l'objecte que fotografiem, sigui exactament la mateixa que quedarà reflectida en el sensor de la càmera.
En el cas de les càmeres Cànon s'utilitzen les lletres Tv (Time Value) per indicar que s'ha preparat la càmera amb aquesta funció. En canvi, a les Nikon s'utilitza la lletra S.

### Relació entre paràmetres
Ja s'ha vist com la quantitat de llum que arriba al sensor, ve determinada pels tres paràmetres: sensibilitat, velocitat d'obturació i obertura de diafragma.
Cadascun d'aquests es regeix per una sèrie de valors numèrics que determinen en cada cas com es contribueix a permetre l'entrada a la càmera de més o menys llum.
El temps d'obturació s'escala en segons i fraccions de segon:
… 15” – 8” – 4” – 2” – 1” – 1/2 – 1/4 – 1/8 – 1/15 – 1/30 – 1/60 – 1/125 – 1/250 – 1/500 – …
Cada cop que s'avança un pas cap a la dreta en aquesta escala, s'obté la meitat d'entrada de llum respecte al valor precedent.
Obertura de diafragma, l'escala es dona amb valors f/ (distància focal / diàmetre de l'obertura efectiva) i poden ser:
1.0 – 1.4 – 2.0 – 2.8 – 4.0 – 5.6 – 8.0 – 11 – 16 – 22 – 32 – 45 – 64 – 90
De la mateixa manera que amb la velocitat, a cada pas cap a la dreta en aquesta escala, s'obté la meitat d'entrada de llum respecte al valor precedent.
Es pot deduir que, augmentar un pas la velocitat d'obturació (pas a la dreta), obliga a augmentar un pas l'obertura del diafragma (pas a l'esquerra) per continuar mantenint la mateixa llum. De la mateixa manera que si s'augmenta un pas l'obertura del diafragma, caldrà augmentar una pas la velocitat d'obturació.
Sensibilitat: Escala en valors ISO (i no ASA):
… 25 – 50 – 100 – 200 – 400 – 800 – 1600 – 3200 – 6400 – 12800 – …
Per calcular en l'ambient teòric els canvis en aquests paràmetres que implica una modificació dels mateixos només cal pensar en passos o punts. Algun exemple:
Exemple 1:
Passar de diafragma 2.8 a 8.0 suposa disminuir en 3 punts l'entrada de llum. (-3 punts).
Per tant, si no s'ha modificat la sensibilitat, per mantenir la mateixa quantitat de llum caldrà augmentar-la en 3 punts modificant la velocitat: (+3 punts)
Exemple 2:
Passar de diafragma 2.8 a 8.0 suposa disminuir la llum en 3 punts (- 3 punts).
Passar de sensibilitat 100 a sensibilitat 400 suposa augmentar la capacitat d'absorció de la llum en 2 punts (+2 punts).
En aquest punt es veu que hi ha un desequilibri (-3 punts + 2 punts = -1 punt) que caldrà solucionar aportant més llum amb la velocitat, això vol dir disminuir-la, fer-la més lenta (-1 punt).
Exemple 3:
Passar de diafragma 5.6 a 16.0 implica reduir l’entrada de llum en 3 punts (-3 punts).
Si reduïm la velocitat de 1/250 a 1/60, estem incrementant la quantitat de llum que entra en 2 punts (+2 punts).
Amb aquesta configuració, encara hi ha un desequilibri de -1 punt (-3 punts + 2 punts = -1 punt). Per compensar-ho, caldrà augmentar la sensibilitat, per exemple, passant de 100 a 200 ISO, que aporta 1 punt més de llum (+1 punt).